# Amedeo Biavati
Amedeo Biavati (Bologna, 1915. április 4. – Bologna, 1979. április 22.) világbajnok olasz labdarúgó, fedezet, edző.

## Pályafutása

### Klubcsapatban
1930-ban a Bologna korosztályos csapatában kezdte a labdarúgást. 1932-ben mutatkozott be az első csapatban. 1934–35-ben egy idényen át a Catania együttesében szerepelt, majd visszatért a Bolognához, ahol három bajnoki címet nyert a csapattal (1936–37, 1938–39, 1940–41). 1947-ig összesen 14 idényen alatt 219 bajnoki mérkőzésen szerepelt a bolognai csapatban és 64 gólt szerzett. 1948–49-ben a Reggina labdarúgója volt. 1949 és 1955 között játékosedzőként tevékenykedett az Imolese, a Magenta, a Manduria, a Molfetta és a Belluno csapatainál. Az aktív labdarúgást 1955-ben fejezte be.

### A válogatottban
1938 és 1947 között 18 alkalommal szerepelt az olasz válogatottban és nyolc gólt szerzett. Tagja volt az 1938-as világbajnok csapatnak.

### Edzőként
1949 és 1955 között játékosedzőként tevékenykedett. Vezetőedzőként dolgozott a Fano és a Boca San Lazzaro csapatainál. 1969–70-ben a Rovereto szakmai munkáját irányította.

## Sikerei, díjai
Olaszország
- Világbajnokság
  - aranyérmes: 1938, Franciaország

 Bologna
- Olasz bajnokság (Serie A)
  - bajnok: 1936–37, 1938–39, 1940–41